# Wollmar Boström
Wollmar Filip Boström (Överselö, 15 giugno 1878 – Stoccolma, 7 novembre 1956) è stato un tennista svedese.

## Palmarès

### Olimpiadi
- Bronzo a Londra 1908 nel doppio maschile indoor